# Pasporta Servo

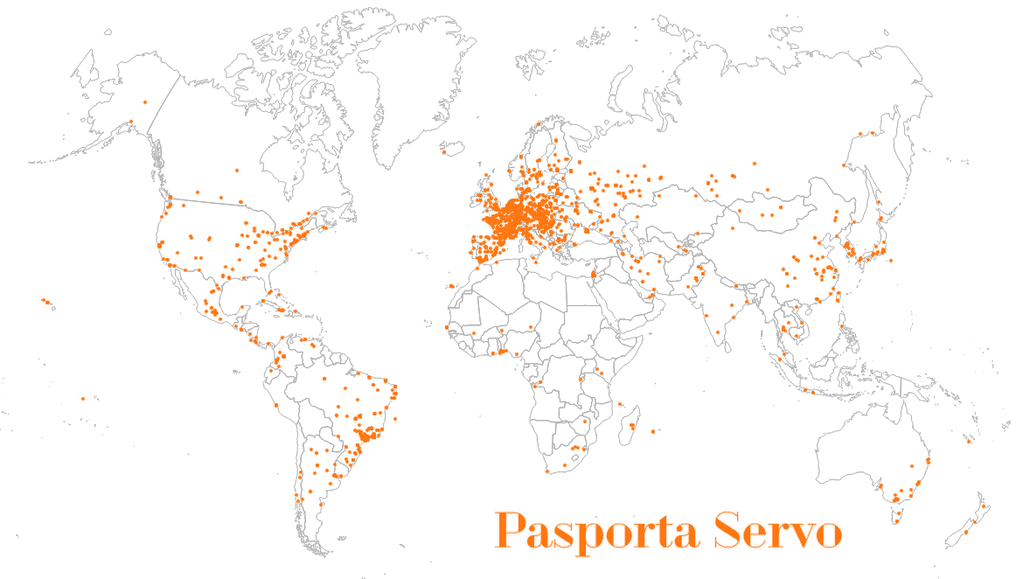
Het netwerk van Pasporta Servo (Esperantujo)

Pasporta Servo is een adressenlijst in de Esperanto-beweging, en is voor een aantal  esperantisten een van de redenen waarom ze Esperanto leerden. Deze jaarlijks uitgegeven adressenlijst van logies biedende Esperanto-sprekende mensen uit de hele wereld geeft de bezitter van een recent exemplaar het recht om als gast te verblijven in een woning op voorwaarde dat de gast Esperanto spreekt. In de uitgave van het jaar 2006 staan 1320 adressen in 92 landen. Per land is er een "landa organizanto", een landelijke verantwoordelijke die de adressen controleert waardoor het netwerk actueel blijft.
De gastgezinnen bepalen zelf hoeveel gasten en overnachtingen ze accepteren en ze kunnen in de lijst opmerkingen toevoegen in verband met hun interesses, wensen en speciale voorwaarden. Bijvoorbeeld "geen rokers", "jongeren welkom" en dergelijke. Gast en gastgezin communiceren met elkaar in Esperanto.
De adressenlijst is een uitgave van de  wereldvereniging van Esperanto-jongeren. Het  idee voor een "Programo Pasporto" ontstond in 1966. Pasporta Servo in zijn huidige vorm verscheen voor het eerst in 1974 met veertig gastadressen. De initiatiefnemers uit Argentinië en Frankrijk waren in 2006 nog steeds actief lid van Pasporta Servo.  
Het systeem is vergelijkbaar met CouchSurfing en Hospitality Club, maar onderscheidt zich door het gebruik van de neutrale taal Esperanto.

## Uitgave 2017
In 2008 besliste TEJO om Pasporta Servo alleen nog online te laten verder bestaan. Hiervoor werd een speciale website ontwikkeld. Dit leek in het begin allemaal vlot te verlopen, maar door een gebrek aan ervaring van de vrijwillige ontwikkelaars doken er onverwachte technische problemen op. Een tijdje werd zelfs gedacht dat Pasporta Servo zou worden opgedoekt.
Voor de Esperanto-beweging is Pasporta Servo echter van groot belang. Het is voor een aantal gekende esperantisten zoals Chuck Smith en Valère Doumont een van de hoofdredenen waarom ze Esperanto leerden. Daarom is er in 2014 een werkgroep ontstaan om Pasporta Servo te redden. Baptiste Darthenay programmeerde een volledig nieuwe website en na Lars Lözüer werd Stela Besenyei-Merger aangesteld als verantwoordelijke.
In de periode 2015-2016 werd het netwerk van landelijke verantwoordelijken terug opgezet en werd aan voormalige gasten voorgesteld om hun gegevens te bevestigen voor de publicatie van 2017. Het bleek een enorm werk om dit allemaal terug op poten te zetten, maar in april 2017 is de papieren versie van de adressenlijst opnieuw verschenen.

## Statistiek
- 1992 - 891 adressen in 60 landen
- 1993 - 906 adressen in 72 landen
- 1995 - 812 adressen in 71 landen
- 1996 - 784 adressen in 68 landen
- 1998 - 871 adressen in 75 landen
- 1999 - 945 adressen in 76 landen
- 2000 - 1075 adressen in 76 landen
- 2001 - 1161 adressen in 80 landen
- 2002 - 1231 adressen in 83 landen
- 2003 - 1286 adressen in 80 landen
- 2004 - 1227 adressen in 79 landen
- 2005 - 1364 adressen in 89 landen
- 2006 - 1320 adressen in 92 landen
- 2007 - 1294 adressen in 89 landen
- 2008 - 1225 adressen in 90 landen
- 2010 - 1450 adressen in 91 landen
- 2011 - 1089 adressen in 90 landen
- 2017 - 974 adressen in 81 landen